# Il complesso barocco
Il complesso barocco war ein europäisches Barockensemble, 1977 in Amsterdam gegründet von Alan Curtis; es bestand bis 2014.

## Geschichte und Schwerpunkte
Das Ensemble war eines der ersten, die sich voll und ganz der historischen Aufführungspraxis verschrieben, bemühte sich um vergessene Werke insbesondere von Carlo Gesualdo, Antonio Vivaldi und Georg Friedrich Händel, und etablierte sich schnell als herausragender Klangkörper im internationalen Konzertbetrieb. Zu den bedeutenden Wiederentdeckungen durch Il complesso barocco, die zum großen Teil auch als Tondokumente erschienen sind, zählen:
- Händels Admeto am 2. Juni 1977 im Concertgebouw in Amsterdam (im Rahmen des Holland Festivals)
- Händels Ariodante am 22.–28. August 1982 bei den Innsbrucker Festwochen der Alten Musik
- Cestis Il Tito am 25. und 26. August 1983 bei den Innsbrucker Festwochen der Alten Musik
- Händels Rodrigo am 29. August 1984 bei den Innsbrucker Festwochen der Alten Musik
- Cestis Semiramide 1987 bei den Innsbrucker Festwochen der Alten Musik
- Händels Rodrigo am 20. Juli 1997 in Siena
- Händels Arminio am 22. Juli 2000 in Solothurn, am 26. Juli 2000 in Siena und am 2. Dezember 2000 in Amsterdam
- Händels Deidamia am 8. Juli 2002 in Siena
- Händels Radamisto am 28. September 2003 im Wiener Konzerthaus
- Händels Sosarme in der Erstfassung als Fernando, Re di Castiglia am 18. Februar 2005 im Teatro Nacional de São Carlos,  Lissabon
- Händels Lotario am 12. November 2005 im Teatro Arriaga, Bilbao
- Vivaldis Ercole su’l Termodonte, rekonstruiert von Alessandro Ciccolini beim Festival dei Due Mondi in Spoleto 2006
- Händels Giove in Argo am 28. Mai 2007 bei den Internationalen Händel-Festspielen in Göttingen
- Händels Ariodante im Juli 2007 in Spoleto
- Vivaldis Motezuma am 10. Oktober 2007 in Paris, Théâtre des Champs-Élysées
- Domenico Scarlattis Tolomeo e Alessandro 2007 an der Piccola Accademia di Montisi, danach beim Festival Via Stellae in Santiago de Compostela, beim Ciclo Los Siglos de Oro in Madrid, im Pariser Théâtre des Champs-Élysées und im Theater an der Wien
- Händels Tolomeo am 14. Februar 2009 in Madrid, Teatro Real
- Händels Theodora am 8. April 2009 in Cuenca, Teatro Auditorio
- Händels Berenice, Regina di Egitto am 21. November 2009 im Pariser Théâtre des Champs-Élysées
- Händels Agrippina am 5. November 2009 in Madrid, Teatro Real
- Händels Ariodante am 20. Mai 2009 in Baden-Baden und später auf großer Tournee
- Monteverdis L’incoronazione di Poppea am 22. Juni 2011 in Florenz, Teatro della Pergola
- Händels Giulio Cesare in Egitto am 25. November 2011 in Paris, Théâtre des Champs-Elysées

Eine langjährige Freundschaft verbindet Donna Leon mit dem Ensemble und dessen Leiter. 2010 erschien die CD Tiere und Töne mit Texten Donna Leons und Zeichnungen von Michael Sowa. Einen veritablen Triumph konnte 2012 Joyce DiDonato gemeinsam mit dem Complesso barocco und Alan Curtis einfahren: Ihr Arien-Programm Drama Queens enthielt unter anderem neben Cesti, Gluck und Händel auch das wiederentdeckte Schmerzenslied Lasciami piangere aus Reinhard Keisers Fredegunda. Im Theater an der Wien, in Prag, Bratislava, Budapest, Amsterdam und Monte Carlo gab es standing ovations für die Musiker und hymnische Kritiken.
Zu namhaften früheren Mitgliedern des Ensembles zählen der italienische Pianist und Violinist Alessandro Bares, der japanische Lautenist Yasunori Imamura, der brasilianische Violinist Luís Otávio Santos und der finnische Violinist Tuomo Suni.

## Zusammenarbeit mit dem Theater an der Wien
2007 begann eine kontinuierliche Zusammenarbeit von Alan Curtis und des Complesso Barocco mit dem Theater an der Wien, insbesondere für konzertante Aufführungen. Sie begann mit drei selten aufgeführten Werken – Vivaldis Motezuma (2007), Glucks Ezio (2008) und Tolomeo e Alessandro von Domenico Scarlatti (2009). Seither erfolgt eine systematische Präsentation des Händel’schen musikdramatischen Schaffens: 2009 Agrippina, 2010 Giove in Argo und Tolomeo, 2011 Berenice, Regina d’Egitto und Giulio Cesare in Egitto, 2012  Deidamia und Ariodante, 2013 Arianna in Creta und Amadigi di Gaula, sowie 2014 Admeto. Dafür steht ein relativ konstantes und erlesenes Sängerensemble bereit – darunter die Sopranistinnen Laura Aikin, Emőke Baráth, Véronique Gens, Karina Gauvin und Roberta Invernizzi, der Mezzo Ann Hallenberg und die Altistinnen Marie-Nicole Lemieux und Sonia Prina, fallweise die Countertenöre Max Emanuel Cenčić, Iestyn Davies und Franco Fagioli, sowie die Bässe Gianluca Buratto, Luigi De Donato und Johannes Weisser.

## Auszeichnungen
- 2000 Premio Internazionale del Disco „Antonio Vivaldi“ – für Rodrigo
- 2002 International Haendel Recording Prize – für Arminio
- 2003 Preis der Deutschen Schallplattenkritik – für Deidamia
- 2004 International Haendel Recording Prize – für Deidamia
- 2005 International Haendel Recording Prize – für Radamisto
- 2012 ECHO Klassik Operneinspielung des Jahres – für Ezio von Christoph Willibald Gluck
- 2014 Nominierung zum Grammy Award – für Drama Queens mit Joyce DiDonato

## Diskografie (Auswahl)
Diese Aufnahmen wurden, wenn nicht anders angegeben, von Alan Curtis dirigiert.

### Antonio Vivaldi
- Catone in Utica RV 705
- Ercole su’l Termodonte: Mary-Ellen Nesi (Antiope), Marina Bartoli (Ippolita), Laura Cherici (Martesia), Zachary Stains (Ercole), Randall Scotting (Teseo), Luca Dordolo (Alceste), Filippo Mineccia (Telamone)
- Il Giustino RV 717
- Kurioses aus Venedig – Sieben Konzerte von Vivaldi, dirigiert von Riccardo Minasi, Diogenes 2011

### Georg Friedrich Händel
- Admeto. Virgin 61369-2 (1977): René Jacobs (Admeto), Rachel Yakar (Alceste), Jill Gomez (Antigona), James Thomas Bowman (Trasimede), Ulrik Cold (Ercole), Rita Dams (Orindo), Max von Egmond (Meraspe). (217 Min.)
- Alcina. DG/Archiv 477 7374 (2007): Joyce DiDonato (Alcina), Maite Beaumont (Ruggiero), Karina Gauvin (Morgana), Sonia Prina (Bradamante), Kobie van Rensburg (Oronte), Vito Priante (Melisso), Laura Cherici (Oberto). (DVD)
- Ariodante. Virgin Classics 50999 07084423 (2011): Joyce DiDonato (Ariodante), Karina Gauvin (Ginevra), Sabina Puértolas (Dalinda), Marie-Nicole Lemieux (Polinesso), Topi Lehtipuu (Lurcanio), Matthew Brook (Il Re), Anicio Zorzi Giustianini (Odoardo).
- Arminio: Virgin Veritas 5 45621 2 (2000): Vivica Genaux (Arminio), Geraldine McGreevy (Tusnelda), Dominique Labelle (Sigismondo), Manuela Custer (Ramise), Luigi Petroni (Varo), Furio Zanasi (Segeste), Sytze Buwalda (Tullio). (146 min)
- Berenice, Regina di Egitto: Virgin Classics (EMI Music) 50999 6285362-0 (2010): Klara Ek (Berenice), Ingela Bohlin (Alessandro), Franco Fagioli (Demetrio), Romina Basso (Selene), Mary-Ellen Nesi (Arsace), Anicio Zorzi Giustiniani (Fabio), Vito Priante (Aristobolo). (166 min)
- Deidamia: Virgin Veritas 5 4550 2 (2002): Simone Kermes (Deidamia), Dominique Labelle (Nerea),  Anna Maria Panzarella (Achille), Anna Bonitatibus (Ulisse), Furio Zanasi (Fenice), Antonio Abete (Licomede). (181 min)
- Ezio. Archiv Produktion 477 8073 (2008): Ann Hallenberg (Ezio), Karina Gauvin (Fulvia), Sonia Prina (Valentiniano), Marianne Andersen (Onoria), Anicio Zorzi Giustiniani (Massimo), Vito Priante (Varo). (187 min)
- Fernando, Re Di Castiglia, Erstfassung von Sosarme. Virgin Classics 65483 (2007). Lawrence Zazzo, Veronica Cangemi, Filippo Adami, Marianna Pizzolato, Neal Banerjee (Tenor), Max Emanuel Cenčić (Countertenor), Antonio Abete
- Floridante: DGG Archiv Produktion 477 656-6 (2005): Marijana Mijanovic (Floridante), Vito Priante (Oronte), Sharon Rostorf-Zamir (Rossane), Joyce DiDonato (Elmira), Roberta Invernizzi (Timante), Riccardo Novaro (Coralbo). (164 min)
- Giove in Argo: Virgin Classics 7231162 (2013): Anicio Zorzi Giustiniani (Arete), Ann Hallenberg (Iside), Vito Priante (Erasto), Theodora Baka (Diana), Karina Gauvin (Calisto), Johannes Weisser (Licaone). (157 min)
- Giulio Cesare in Egitto: Naive OP30536 (2012). Mit Marie-Nicole Lemieux (Giulio Cesare), Karina Gauvin (Cleopatra), Romina Basso (Cornelia), Emőke Baráth (Sesto), Filippo Mineccia (Tolomeo), Johannes Weisser (Achilla), Milena Storti (Nireno), Gianluca Buratto (Curio)
- Lotario. Deutsche Harmonia Mundi 82876587972 (2004): Sara Mingardo (Lotario), Simone Kermes (Adelaide), Steve Davislim (Berengario), Hillary Summers (Matilde), Sonia Prina (Idelberto), Vito Priante (Clodomiro). (gekürzte Fassung, 157 min)
- Radamisto: Virgin Classics 5456732 (2003), 1. Fassung: Joyce DiDonato (Radamisto), Maite Beaumont (Zenobia), Zachary Stains (Tiridate), Patrizia Ciofi (Polissena), Dominque Labelle (Fraarte), Laura Cherici (Tigrane), Carlo Lepore (Farasmane). (177 min)
- Rodelinda: Archiv Produktion 00289 477 5391 (2004): Simone Kermes (Rodelinda), Marijana Mijanovic (Bertarido), Steve Davislim (Grimoaldo), Sonia Prina (Eduige), Marie-Nicole Lemieux (Unulfo), Vito Priante (Garibaldo).
- Rodrigo: Virgin Classics 7243 5 45897 2 0 (1997): Gloria Banditelli (Rodrigo), Sandrine Piau (Esilena), Elena Cecchi Fedi (Florinda), Rufus Müller (Giuliano), Roberta Invernizzi (Evanco), Caterina Calvi (Fernando). (154 min)
- Tolomeo: Archiv Produktion 477 7106 (2006): Ann Hallenberg (Tolomeo), Karina Gauvin (Seleuce), Anna Bonitatibus (Elisa), Romina Basso (Alessandro), Pietro Spagnoli (Araspe). (148 min)

sowie:
- Amor e gelosia. Duette von Händel. Mit Patrizia Ciolfi und Joyce DiDonato, veritas 2007.
- Hidden Haendel. Mit Ann Hallenberg, 2013.
- La Maga Abbandonata. Arien aus Rinaldo, Alcina und Amadigi. Mit Simone Kermes und Maite Beaumont, sowie Donna Leon (Narration), DHM 2007
- Sento brillar – Händels Arien für Giovanni Carestini, mit Vesselina Kasarova, RCA Red Seal 2008.
- Streams of Pleasure – Händel, gesungen von Karina Gauvin und Marie-Nicole Lemieux, Naive 2011.
- Tiere und Töne. Tiere bei Händel, präsentiert von Alan Curtis, Donna Leon und Michael Sofa, 2010.

### Weitere Aufnahmen
- Conti: David Oratorio
- Gluck: Ezio. Originale Prager Version von 1750. Mit Sonia Prina (Ezio), Max Emanuel Cenčić (Valentiniano), Ann Hallenberg (Fulvia), Topi Lehtipuu (Massimo), Julian Prégardien (Varo), Mayuko Karasava (Onorio)
- Scarlatti: Tolomeo e Alessandro
- Drama Queens. Mit Joyce DiDonato  (2012)
- Il pastor fido, Madrigali amorosi. Mit Caterina Tragu-Röhrig, Roberta Invernizzi, Roberto Balconi, Antonio Abete. (2011)
- Re-Joyce. The Best of Joyce DiDonato (2013)
- Rossi & Lotti: Madrigals (2013)